# マーティン・オニール
マーティン・ヒュー・マイクル・オニール OBE（Martin Hugh Michael O'Neill OBE, 1952年3月1日 - ）は、アイルランド出身の元サッカー選手、監督 。北アイルランド代表ではキャプテンを務め、監督としては、セルティックを率いて3度のリーグ優勝を果たすなどの実績を残している。

## 生い立ち
オニールは1952年、労働者階級のアイルランド民族主義者である家族のもとに、北アイルランドのキルレイで生を受けた。彼は男4人、女4人の兄弟の4人目に生まれた子どもであった。父親は地元のキルレイGACというゲーリック・フットボールチームの設立時のメンバーであり、兄弟のジェリーとレオの2人もそのクラブでプレイし、強豪チームであるデリーGAAでもプレイしていた。オニール自身も両クラブのユース世代のチームでプレイしていた経験がある。
ゲーリック・フットボールを続けながらデリーにある中等教育機関のセント・コロンビア校へ通い、後にベルファストにあるセント・マラーキー校へ進んだ。サッカー選手としてオニールが多くの人の目にとまるようになったのはその頃で、彼はベルファストに隣接するリスバーンという街を本拠地とするクラブであるディスティラリーでプレイするようになっていた。これはゲーリック体育協会が禁止しているルール（ゲーリック・フットボーラーは外国のスポーツをしてはならない）を犯す行為であった。そのため、セント・マラーキー校がマックローリー・カップの決勝に進んだ際、ゲーリック体育協会の委員会は、決勝戦をベルファストにあるケースメント・パークで行う許可を与えなかった。しかし、決勝に進んだ両校は、会場をティロン県にある競技場へ変更し、オニールをプレイさせた。セント・マラーキー校は試合に勝利し、この論争はオニールの評判を高めることになった。
一方、ディスティラリーでは1971年にアイルランド杯で優勝し、決勝では2ゴールを挙げる活躍を見せた。また、1971年9月に行われたUEFAカップウィナーズカップのバルセロナ戦では1-3で敗れたものの、1ゴールを決めている。これらの活躍からオニールはノッティンガム・フォレストのスカウトの目にとまり、1971年に契約を結んだ。オニールはディスティラリーを離れ、また法学を専攻していたクイーンズ大学も中退することとなった。

## 選手経歴
IFAプレミアシップのディスティラリーでプレイを始める前、オニールはベルファスト北部のロサリオでプレイしていた。彼はそこでサッカー選手としての才能を磨き、今日までのそのクラブ出身選手の中で最も有名な選手となっている。ノッティンガム・フォレストに移籍したオニールは伸び悩んでいたが、1975年にブライアン・クラフが監督に就任したのをきっかけに中盤の選手としての才能を開花させることとなった。オニールはフォレストの黄金時代で重要な役割を演じ、1978年にはリーグとリーグカップのダブルを達成し、翌シーズンもリーグカップのタイトルを獲得した。フォレストが初めてチャンピンズカップで優勝を果たした際には怪我から完全に回復しておらずチームを離脱していたが、2連覇を達成した1980年の決勝では90分間フル出場している。
北アイルランド代表でもレギュラーとして活躍しており、北アイルランド代表が出場を果たした1982 FIFAワールドカップではキャプテンを務めた。
北アイルランド代表では64試合に出場し8ゴールを挙げており、キャプテンも務めていたが、カトリック教徒であったためウィンザー・パークではブーイングを浴びることもあった。その他のクラブではノリッジ・シティやマンチェスター・シティ、ノッツ・カウンティでプレイをした。オニールは1986年のワールドカップに出場するためにコンディション調整を目的としてチェスターフィールドのリザーブチームの試合に出場していたが、膝を負傷してしまった。

## 監督経歴
現役引退後、オニールは監督としてのキャリアを築き始めた。初めて監督を務めたのは1987年に就任したグランサム・タウンである。その後、シープシェッド・チャーターハウスで短期間監督を務めた。

### ウィコム・ワンダラーズ
1990年2月、ウィコム・ワンダラーズの監督に就任した。1990-91シーズンはフットボールカンファレンスで5位となり、1991-92シーズンはカンファレンスで2位になったが、得失点差でコルチェスター・ユナイテッドに及ばなかった。1992-93シーズンに優勝し、フットボールリーグディヴィジョン3へ昇格を果たすと、翌シーズンはプレーオフの末にプレストン・ノースエンドを4-2で破り、ディヴィジョン2への昇格を果たした。1995年6月13日、ノリッジ・シティの監督に就任し、クラブを去った。1991年と1993年にはFAトロフィーで優勝した。

### ノリッジ・シティ
1995年6月、ノリッジ・シティの監督に就任したが、ハル・シティのディーン・ウィンダスを75万ポンド（約1億700万円）で獲得する可能性を巡ってロバート・チェイス会長と対立し、12月に辞任した。

### レスター・シティ
彼はノリッチを去ってすぐにレスター・シティの監督に就任した。就任直後は苦労したものの、1995-96シーズンはプレイオフの末にプレミアリーグ昇格を果たした。オニールが監督を務めていた間はいずれのシーズンもトップ10以内でフィニッシュし、1997年と2000年にはリーグカップのタイトルを獲得し、1999年にも決勝に進出している。1997年は9位、1998年と1999年は10位、2000年は8位であった。また、リーグカップで優勝したためUEFAカップにも出場している。
レスターの監督を務めている際にリーズ・ユナイテッドの監督に就任するための会談が開かれたが、数千人のサポーターがプラカードを手に「Don't go Martin!」と声を上げ、クラブに留まってくれるように求めた。その努力が実り、オニールはクラブに留まることになった。

### セルティック
ジョン・バーンズとケニー・ダルグリッシュがセルティックを去り、2000年6月1日、遂にオニールはレスターを去ることとなった。セルティクでは後に「Martin the Magnificent（偉大なるマーティン）」、「the Blessed Martin（神聖なるマーティン）」というニックネームでサポーターから呼ばれるようになった。
就任後初のオールドファームではレンジャーズを6-2という劇的なスコアで破り、この試合以前から築かれていたレンジャーズの持つ精神的なアドバンテージを払拭した。就任後最初のシーズンにオニールが率いるセルティックは国内3冠を達成し、改編されたチャンピオンズリーグにおいてセルティックで初めて指揮を執る監督となった。初めて挑んだチャンピオンズリーグでは勝点9を得たものの一次リーグで敗退した。オニールがセルティックで達成した最大の功績は、2003年にセビリアで行われたUEFAカップの決勝へチームを導いたことである。しかし、決勝ではジョゼ・モウリーニョ率いるポルトに延長の末に2-3で敗れた。
監督を務めた5シーズンで3度の国内リーグ優勝、3度のスコティッシュカップ優勝、また、2001年にはリーグカップでも優勝を経験している。
オニールはオールドファームで7連勝、2003-04シーズンにはリーグ戦25連勝という英国記録を達成している。
2005年5月25日、セルティックは2004-05シーズン終了後にオニールが監督を退任すると発表した。退任の理由は悪性リンパ腫を患っている妻のジェラルディンのためであった。
セルティックで最後に指揮を執ったのは5月28日に行われ1－0で勝利したスコティッシュカップ決勝のダンディー・ユナイテッド戦であった。オニールに率いられたセルティックは282試合213勝29分け40敗の成績を残した。

### リーズとの契約
ピーター・リッズデールの著書『United We Fall』の中で、オニールは2003年1月にセルティックを去り、リーズ・ユナイテッドの監督に就任するとの契約書にサインしたとの事実が明らかになった。この契約はリッズデールが契約の条件の一つであった「テリー・ヴェナブルズを退任させること」に失敗し、リッズデール自身がリーズを去ることになってしまったために立ち消えになってしまったとのことであった。
オニールはリッズデールに対し、合意の内容は「真実ではないことで満ちていた」と非難し、また、セルティックが新しい契約を提示しなかったことがサインをした理由であると述べた。

### アストン・ヴィラ
2006年8月4日の記者会見において、オニールはアストン・ヴィラの監督として紹介をされた。記者会見では「監督に復帰できたことと、それがヴィラのようなクラブであることはとても素晴らしいことであり、素晴らしい挑戦です。私はこのクラブの歴史を知っています。栄光の日々を取り戻すことは長い道のりのようですが、やってみませんか。チャンピオンズカップで優勝してから25年近く経ちますが、それを達成することが私の夢です」と、述べた。
ヴィラはオニールの下で立て直しを図り、2006-07シーズンは10月28日までリーグ戦9試合で無敗であった。
ヴィラはシーズン中盤にスランプに陥いったが、リーグ終盤に持ち直し、4月にアウェイで3勝を挙げるなどし、リーグ戦終了までの9試合は負けなしであった。
4月には月間最優秀監督に選ばれ、最終的に勝点50で昨シーズンを8ポイント上回る成績を残した。
アストン・ヴィラのオーナーであるランディ・ラーナーはとても名誉な仕事であるイングランド代表監督の就任のオファーがあり、オニールがクラブを去りたいのであれば止めはしないと述べた。オニールは憶測に過ぎないとして、その報道を退けた。
2007-08シーズンは最終節にUEFAカップの出場権を逃したものの6位でシーズンを終了し、インタートトカップの出場権を獲得した。総得点71（1981年にタイトルを獲得して以来の最高の成績）、勝点60は1996-97シーズン以来の最高のポイントであった。良く組織されカウンターアタックを得意とするスタイルはオニールが率いていたレスター・シティやセルティックが得意としていたスタイルであり、賞賛を浴びた。
2008-09シーズンは25試合を終え勝点51で3位につけ、4位のチェルシーには2ポイント、5位のアーセナルには7ポイントの差を付けており、1983年以来となるチャンピオンズリーグ出場権を得られる可能性があったものの、UEFAカップでCSKAモスクワに敗れた後にコンディションを落とし失速し、その後10試合で勝利を挙げることができず、チェルシーとアーセナルに抜かれ4位以内に入ることは出来なかったが、6位でシーズンを終え1997年以来の最高の順位でシーズンを終えた。
2010年8月9日、シーズン開幕のわずか5日前に辞任が発表された。

### サンダーランド
2011年12月3日、少年時代にファンだったプレミアリーグのサンダーランドと3年契約を結び監督に就任した。就任最初の試合はホームのスタジアム・オブ・ライトでブラックバーン・ローヴァーズに2-1で勝利した。就任後6試合で首位マンチェスター・シティを破る金星を含め4勝を挙げ、デイリー・テレグラフは「オニールマジック」と讃えた。シーズン最後の8試合は3分5敗だったものの、13位で残留を決めた。選手に大きな変更はなく中盤のデイヴィッド・ヴォーンを中央のミッドフィールドへ戻しただけであったため、あらためてオニールの戦術認識の確かさが浮かび上がったのであった。

### アイルランド代表
2013年11月5日、アイルランド代表の監督に就任することが発表された。アシスタントコーチにはロイ・キーンが就いた。

## サッカー以外の生活
学位は取得し終えていないが、犯罪学に対する情熱は失われておらず、イギリスのいくつかの有名な事件の裁判（ヨークシャー・リッパー、ローズマリー・ウェストの裁判や、最近ではバリー・ジョージの再審）を傍聴している。彼が犯罪学に興味を持ったのは、1961年に起きたハンラッティ事件がきっかけである。
2004年に大英帝国勲章を受勲した。2002年にはノリッジ・シティのファンによる投票でクラブの殿堂入りをしている。

### パーソナルライフ
オニールはサンダーランドのサポーターとして育った。
ジェラルディンと結婚し、オックスフォードシャーに住みアイスリングとアラナの2人の娘を授かっている。

## 獲得タイトル

### 選手として
北アイルランド代表
- 4カ国対抗戦 - 1980、1984年

ディスティラリー
- アイルランドFAカップ - 1971年

ノッティンガム・フォレスト
- UEFAスーパーカップ - 1980年
- UEFAチャンピオンズカップ - 1979、1980年
- フットボールリーグ・チャンピオンシップ - 1977-78
- コミュニティーシールド - 1978年
- フットボールリーグカップ - 1978、79年
- アングロ・スコッティッシュカップ - 1977年

### 監督として
ウィコム・ワンダラーズ
- フットボールカンファレンス - 1993年
- FAトロフィー - 1991、1993年

レスター・シティ
- リーグカップ - 1997、2000年

セルティック
- スコティッシュ・プレミアリーグ - 2000-01、2001-02、2003-04
- スコティッシュカップ - 2001、2004、2005年
- スコティッシュリーグカップ - 2000-01

個人賞
- プレミアリーグ月間最優秀監督- 8回 (1997年9月、1998年10月、1999年11月、2007年4月、2007年11月、2008年12月、2010年4月、2011年12月)
- スコティッシュ・プレミアリーグ月間最優秀監督賞 - 2000年8月、2000年12月、2001年2月、2001年8月、2002年4月、2002年11月、2003年10月、2003年11月、2005年1月
- スコットランド・サッカー記者協会年間最優秀監督賞 - 2000-01、2001-02、2003-04

## 監督成績
2019年5月5日現在
| クラブ                     | 就任           | 退任           | 記録 | 記録 | 記録 | 記録 | 記録   |
| クラブ                     | 就任           | 退任           | 試合 | 勝ち | 分け | 負け | 勝率 % |
| -------------------------- | -------------- | -------------- | ---- | ---- | ---- | ---- | ------ |
| ウィコム・ワンダラーズ     | 1990年2月7日   | 1995年6月13日  | 262  | 140  | 63   | 59   | 053.4  |
| ノリッジ・シティ           | 1995年6月13日  | 1995年12月17日 | 20   | 9    | 7    | 4    | 045.0  |
| レスター・シティ           | 1995年12月21日 | 2000年6月1日   | 223  | 85   | 68   | 70   | 038.1  |
| セルティック               | 2000年6月1日   | 2005年5月31日  | 282  | 213  | 29   | 40   | 075.5  |
| アストン・ヴィラ           | 2006年8月5日   | 2010年8月9日   | 190  | 80   | 60   | 50   | 042.1  |
| サンダーランド             | 2011年12月3日  | 2013年3月30日  | 66   | 21   | 20   | 25   | 031.8  |
| アイルランド代表           | 2013年11月5日  | 2018年11月21日 | 55   | 19   | 20   | 16   | 034.5  |
| ノッティンガム・フォレスト | 2019年1月15日  | 2019年6月28日  | 19   | 8    | 3    | 8    | 042.1  |
| 合計                       | 合計           | 合計           | 967  | 487  | 239  | 241  | 050.4  |